# Greg Kinnear
Gregory B. "Greg" Kinnear (Logansport, Indiana, 17 de juny de 1963) és un actor estatunidenc i antic presentador de tertúlies. Va ser nominat a l'Oscar al millor actor secundari pel seu paper a Millor impossible (1997).
Kinnear ha aparegut en moltes pel·lícules que han tingut incidència popular com: Sabrina (1995), Tens un e-mail (1998), Perseguint la Betty (2000), Someone like You (2001), Quan érem soldats, Auto Focus (ambdues 2002), Stuck on You (2003), Robots (2005), Petita Miss Sunshine, Invincible (ambdues 2006), Green Zone , The Last Song (2010), Heaven Is for Real (2014) i Trencant les normes (2020). En els seus papers televisius podem destacar la seva aparició a: Friends, Talk Soup, Modern Family, House of Cards, Rake i la minisèrie The Stand (2020). Kinnear va interpretar John F. Kennedy a The Kennedys (2011) i Joe Biden a Confirmation (2016)

## Carrera
Fill d'un diplomàtic que treballava per al Ministeri d'Afers Exteriors dels Estats Units, a causa de la feina del seu pare, Kinnear va viure de petit a diferents llocs a l'estranger, com a Beirut o a Atenes. Va estudiar periodisme de ràdio i televisió a la Universitat d'Arizona (Tucson). Quan va acabar els estudis va traslladar-se a Los Angeles, on va començar a treballar com assistent de màrketing d'una corporació de televisió. Més endavant va convertir-se en presentador i periodista al canal MTV.
El 1986, quan a MTV ja no van allargar-li més el contracte, Kinnear començà a intervenir en petits papers de diverses produccions televisives. El 1990 fou el creador, coproductor executiu i presentador del programa de televisió Best of the Worst, que va tenir una vida de dos anys. A continuació Kinnear fou el primer presentador d'una nova sèrie de televisió que tingué un notable èxit als Estats Units: Talk Soup en E!, i en la qual treballà fins al 1994. La seva següent feina fou en un xou de televisió propi, Later with Greg Kinnear, emès en horari nocturn a l'NBC. A partir d'aleshores ja va rebre ofertes per actuar al cinema, com per exemple la de Sydney Pollack per a la nova versió de Sabrina, que fou el seu primer èxit en la pantalla gran.
El 1997, va entrar en el repartiment per a la comèdia dramàtica de James L. Brooks, Millor impossible, i va rebre una nominació a l'Oscar al millor actor secundari. També va protagonitzar A Smile Like Yours amb Lauren Holly, com a part d'una parella que intentava tenir un nadó. La seva següent pel·lícula va ser la popular You've Got Mail com a parella de Kathleen (Meg Ryan). Altres pel·lícules són Mystery Men, Nurse Betty, Loser, The Gift i Someone Like You. Kinnear sovint alternava els papers, interpretant a nois bons com un director just a The Gift o un pintor gai a Millor impossible, amb notable impacte de la crítica; a nois dolents com un professor universitari de mala qualitat a Loser, un personatge promiscu a Someone Like You, a Sabrina i una estrella de telenovel·la egoista a Nurse Betty.
El 2002, Kinnear va protagonitzar Auto Focus sobre la vida i l'assassinat de l'actor Bob Crane on Kinnear representa la seva figura. El 2003, va protagonitzar la comèdia Stuck on You, amb Matt Damon com un bessó unit que persegueix el seu somni de convertir-se en actor de Hollywood malgrat el desig del seu germà de tenir altre tipus de vida. El 2005, va protagonitzar la comèdia negra The Matador amb Pierce Brosnan i va donar la veu a Phineas T. Ratchet a la pel·lícula d'animació Robots. Kinnear va protagonitzar amb Steve Carell la comèdia dramàtica guanyadora de l'Oscar Little Miss Sunshine el 2006, i amb Mark Wahlberg a Invincibel, basada en la història real d'un cambrer que prova per a l'equip de futbol dels Philadelphia Eagles. També va aparèixer a Fast Food Nation, interpretant un executiu de menjar ràpid que descobreix secrets sobre la seva empresa. El 2008, va protagonitzar Flash of Genius, un docudrama sobre Robert Kearns que va inventar l'eixugaparabrises intermitent. La seva interpretació del llavors major Bruce P. Crandall a We Were Soldiers de 2002 va atraure l'atenció pública sobre l'heroisme de Crandall durant la Batalla del vall de Ia Drang del 1965. El 26 de febrer de 2007, Crandall va rebre la Medalla d'Honor pel president Bush). A Baby Mama, Kinnear va interpretar a Rob, el propietari d'una botiga de batuts local i l'interès romàntic de Kate (Tina Fey).
El 2010, va interpretar el paper del pare estrany del personatge de Miley Cyrus a The Last Song. El 2011, Kinnear va protagonitzar la minisèrie The Kennedys interpretant el paper principal de John F. Kennedy. Originalment estava previst que s'emetés a History Channel; no obstant això, el gener de 2011 es va anunciar que la minisèrie havia estat retirada d'aquesta xarxa. Posteriorment va ser recollit pel canal Reelz i es va emetre per primera vegada el 3 d'abril de 2011. Kinnear va interpretar a un famós novel·lista a la pel·lícula debut com a director de Josh Boone Stuck in Love, que va seguir les seves relacions amb la seva antiga dona Jennifer Connelly, i els seus fills adolescents.
El 9 de març de 2023, Netflix va anunciar que Kinnear serà protagonista convidat a la part 2 de la temporada 4 de la sèrie You com a Tom Lockwood, el pare de l'últim interès amorós de Joe Goldberg (Penn Badgley), Kate Galvin (Charlotte Ritchie).

## Filmografia
- Sabrina (1995)
- Dear God (1996)
- Millor, impossible (1997)
- A Smile Like Yours (1997)
- You've Got Mail (1998)
- Mystery Men (1999)
- Premonició (The Gift) (2000)
- Un perdedor amb sort (Loser) (2000)
- Perseguint la Betty (2000)
- What Planet Are You From? (2000)
- Someone Like You (2001)
- Supper Between Friends (2001)
- Auto Focus (2002)
- We Were Soldiers (2002)
- Stuck On You (2003)
- Godsend (2004)
- Robots (2005) (veu)
- Petita Miss Sunshine (2006)
- Fast Food Nation (2006)
- El joc de l'amor (Feast of Love) (2007)
- Unknown (2007)
- El matador (The Matador) (2007)
- Flash of Genius (2008)
- Baby Mama (2008)
- Ghost Town (2008)
- The Last Song (2010)
- Green Zone (2010)
- The Kennedys (2011)
- I Don't Know How She Does It (2011)
- Thin Ice (2011)
- That's What I Am (2011)
- Salvation Boulevard (2011)
- Stuck in Love (2012)
- Little Men (2016)

## Premis i nominacions

### Oscars
| Any  | Categoria              | Pel·lícula         | Resultat |
| ---- | ---------------------- | ------------------ | -------- |
| 1997 | Millor actor secundari | Millor, impossible | Candidat |

### Premis del Sindicat d'Actors
| Any  | Categoria              | Pel·lícula           | Resultat  |
| ---- | ---------------------- | -------------------- | --------- |
| 1997 | Millor actor secundari | Millor, impossible   | Candidat  |
| 2006 | Millor repartiment     | Petita Miss Sunshine | Guanyador |

### Globus d'Or
| Any  | Categoria              | Pel·lícula         | Resultat |
| ---- | ---------------------- | ------------------ | -------- |
| 1997 | Millor actor secundari | Millor, impossible | Candidat |